# Bror Rönnholm
Bror Albert Rönnholm, född 15 mars 1949 i Korsholm, är en finländsk journalist och författare.
Rönnholm, som blev filosofie magister 1987, blev allmän reporter vid Åbo Underrättelser 1979 och tidningens kulturredaktör 1982. Han är framför allt känd som en av Svenskfinlands mest ambitiösa och kunskapsrika litteraturkritiker. Som poet debuterade han med En värld reducerad (1990), som följts av Spegel på glänt (1993), Falla samman (1998) och Från en grop i sommar (2007). Hans lyrik följer ett senmodernistiskt mönster med stark känsla för språklig klangfärg. Han har även redigerat antologin Och skogen blir en orgel (2003), som innehåller finlandssvenska dikter om musik.